# Epiplema himerata
Epiplema himerata är en fjärilsart som beskrevs av Walker 1862. Epiplema himerata ingår i släktet Epiplema och familjen Uraniidae. Inga underarter finns listade i Catalogue of Life.